# Kóiči Oita
Kóiči Oita (9. duben 1914 – 11. září 1996) byl japonský fotbalista.

## Reprezentační kariéra
Kóiči Oita odehrál 2 reprezentační utkání. S japonskou reprezentací se zúčastnil letních olympijských her 1936.

## Statistiky
| Japonsko | Japonsko | Japonsko |
| Roky     | Záp.     | Góly     |
| -------- | -------- | -------- |
| 1936     | 2        | 0        |
| Celkem   | 2        | 0        |